# 上山下乡运动

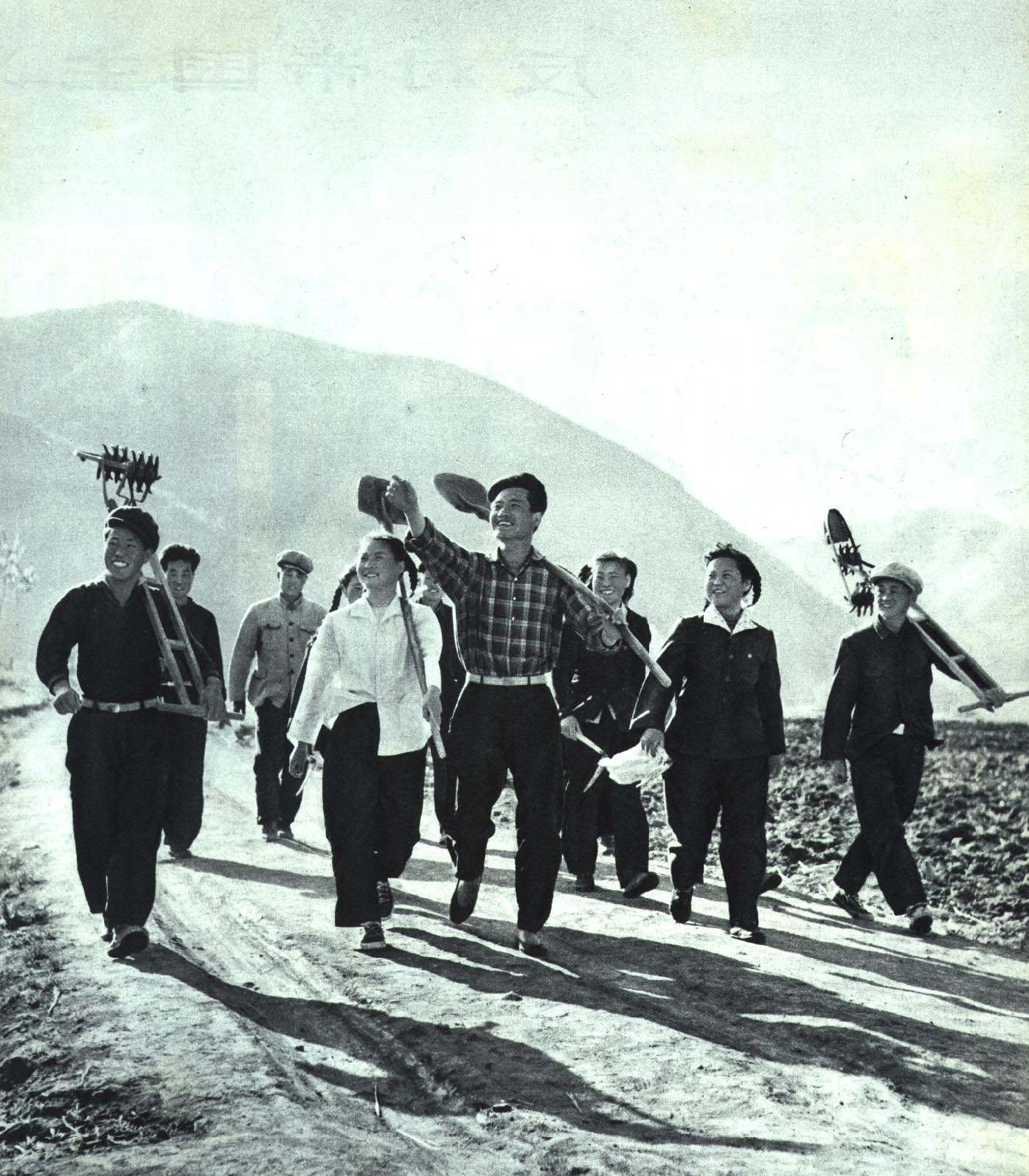
1964年的下乡知青

上山下乡运动，简称上山下乡，又稱知青下乡、下放插隊、下鄉插隊、插隊落戶、插队劳动、知青下工、插隊等，是中华人民共和国历史上的一场政治运动，发生于1950年代至1978年，在文化大革命时期达到高潮，期间中华人民共和国政府组织上千万的城市知识青年（简称“知青”）到农村去定居和劳动、“接受贫下中农的再教育”。学术界对此次运动的评价较为否定，但各界评价也存在一定争议。

## 过程

### 开端

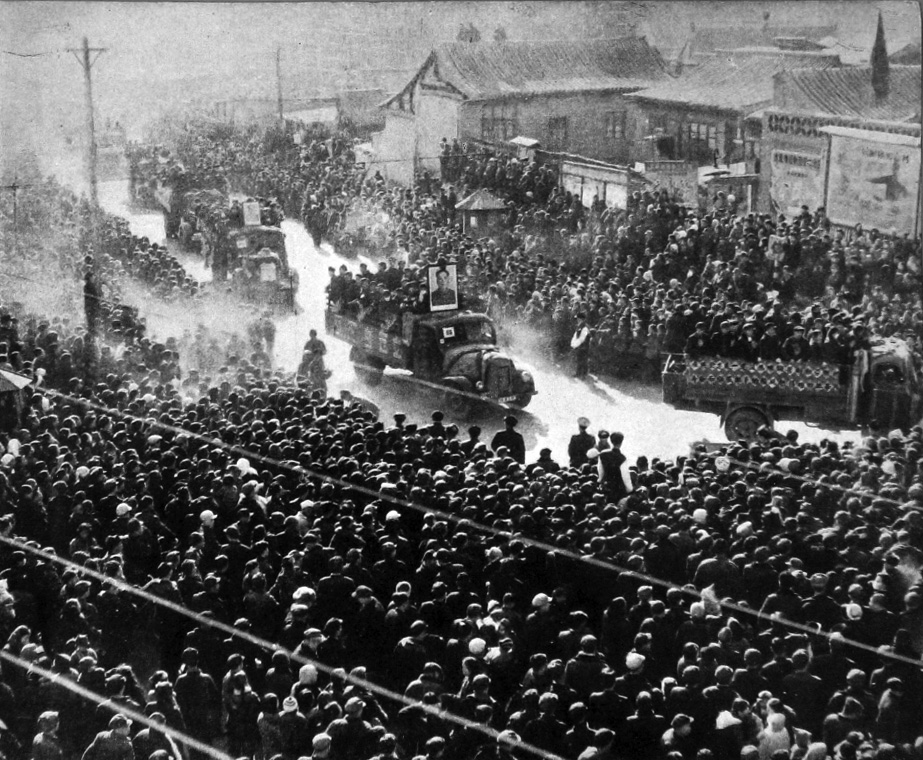
1957年12月5日，太原市民夹道欢送7000名干部上山下乡，建设社会主义新农村。

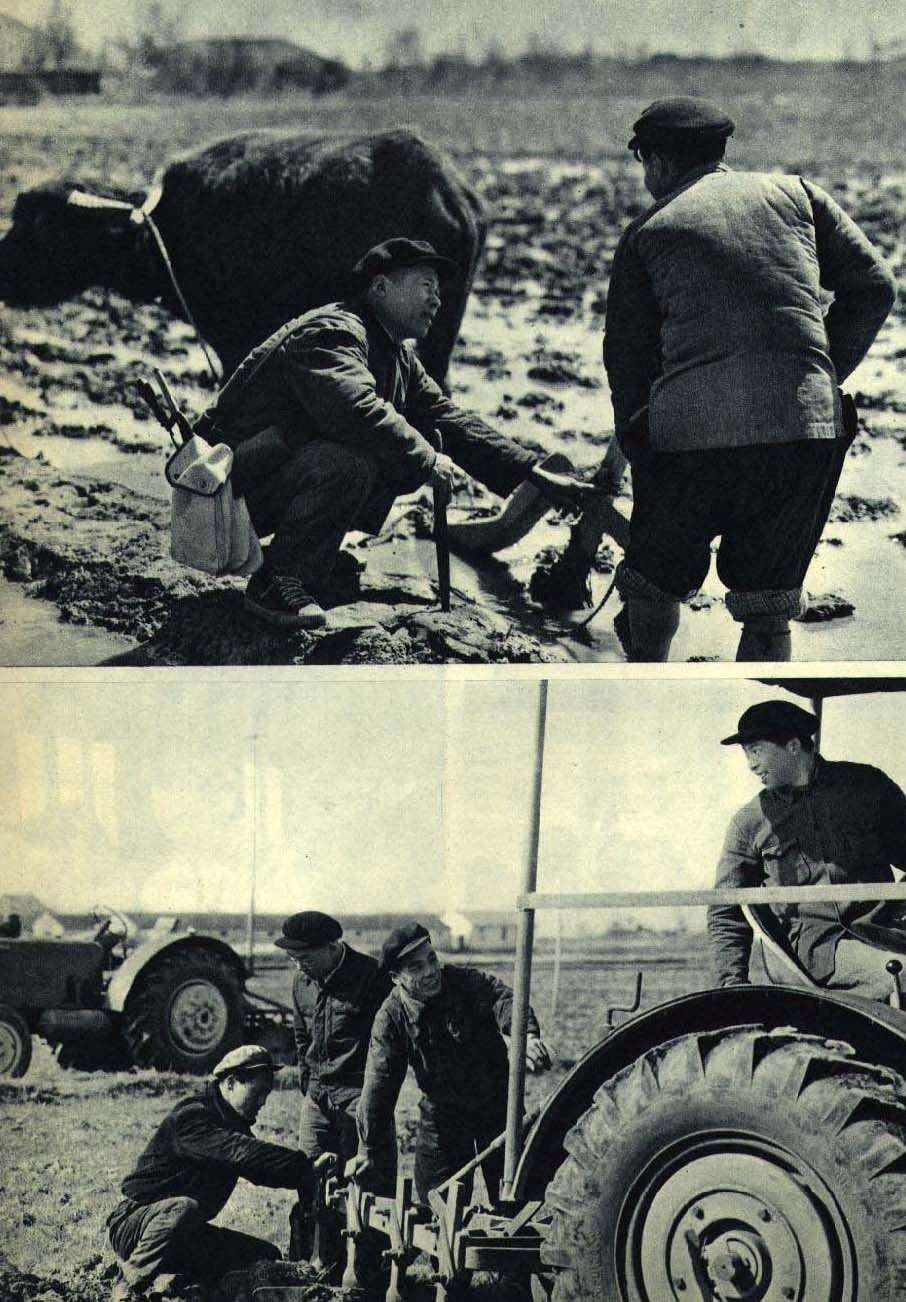
1962年工人下乡运动

上山下乡并非始自文化大革命，而是从1950年代便被倡导，至1960年代展开。发动知青到农村去，理论上是为缩小“三大差别”（工农差别、城乡差别、体力与脑力劳动差别）。
上山下乡运动最早可以追溯到1955年。1955年，河南省郏县一批中学生回乡参加农业合作化运动，中共中央主席毛泽东同年在为《中国农村的社会主义高潮》一书中的《在一个乡里进行合作化规划的经验》所写的按语中为此写道：
|  | 这也是一篇好文章，可作各地参考。其中提到组织中学生和高小毕业生参加合作化的工作，值得特别注意。一切可以到农村中去工作的这样的知识分子，应当高兴地到那里去。农村是一个广阔的天地，在那里是可以大有作为的。 |

毛泽东的这段话，此后被广泛用于动员知识青年离开城市。1955年上半年，中国共产主义青年团北京市委召开第三次团代会，中国共产主义青年团中央书记胡耀邦到会并做报告，号召“青年人到边疆去，到祖国最需要的地方去，开发边疆，建设边疆，到那里安家落户。”胡耀邦责成团中央办公厅物色垦荒发起人。8月20日前后，着手组建垦荒队，从数百个报名青年中选定60名成员。8月28日，北京青年志愿垦荒队正式成立，杨华任队长，庞淑英、李连成、李炳恒、张生任副队长。1955年8月30日，中国共产主义青年团中央、北京团市委在北京市工人俱乐部礼堂为他们举行了盛大的欢送会，胡耀邦作了题为《向荒地进军》的著名讲话，并在欢送会上把“北京青年志愿垦荒队”的队旗授予这批青年。随后北京青年志愿垦荒队开赴黑龙江省萝北县垦荒。1956年5月4日，北京青年集体农庄在萝北县建立。6月8日，胡耀邦来到北京青年集体农庄视察。1957年，刘少奇写成了《关于中小学毕业生参加农业生产问题》，並於當年4月8日在《人民日报》发表。他指出从事农业是中小学毕业生就業的主要方向。
政府鼓励当时的知识青年“上山下乡”，“自愿到条件艰苦的农村去锻炼自己”，把邢燕子等人作为典型模范在青年人中大为宣传。文革开始前，1960年代初期，“黑五类”（地主、富农、反革命分子、坏分子、右派）家庭的子女被认为政治不可靠，在升学和就业上都遇到巨大阻力，他们更愿意参加上山下乡，不仅是因為缺少出路，还有人也是希望通过参加上山下乡在政治上洗清自己。但由于城乡巨大的差异，1966年至1968年之间，大批知青趁文革爆发，逃回城市，有的加入红卫兵，有的躲在家里。

### 大規模上山下乡
真正有组织、大规模地把大批城镇青年送到农村去，则是在文革期间，中共中央主席毛泽东决定给红卫兵运动踩刹车的时候。
1968年，红卫兵运动已经持续两年多，尽管毛泽东等领导人已经一再呼吁“复课闹革命”，要年轻人回归正常生活，但覆水难收，社会震荡和混乱仍然无法制止。到1968年暑期，大学仍不招生，工厂仍不招工，1966到1968年的三届高中毕业生共400多万人留在城中，失學、無業，成为亟待解决的社会问题。毛泽东在夏天也训斥了北京的五名红卫兵代表聂元梓、蒯大富、韩爱晶、谭厚兰和王大宾，「上山下乡」被再度提起。
1968年12月22日，《人民日报》文章引述了毛泽东指示：“知识青年到农村去，接受贫下中农的再教育，很有必要。”随即开展了全国范围大规模的知识青年“上山下乡”活动，1968年当年在校的初中和高中生（1966、1967、1968年三届学生，后来被称为“老三届”）几乎全部前往农村。文革中上山下乡的知识青年总人数达到1,600多万人，共有十分之一的城市人口来到了乡村。这是人类一次反都市化的行动，工业化期間发生从城市到乡村的人口大迁移，此类非正常的行为乃是现代历史上所罕见的。全国城市居民家庭中，几乎没有一家不和“知青”下乡联系在一起。
上山下乡的目的地很多，包括云南、贵州、湖南、内蒙古、黑龙江等地。政府指定“知识青年”劳动居住的地方，通常是边远地区或经济落后、条件较差的县，这一做法很快就成了既定政策。但同时，一些干部子女通过参军等方式避免了去上山下乡，或者到诸如北京郊区这样的地方落户。
在当时，很多青年是“满怀热血”地响应号召、主动投入到这场运动中，所谓“广阔天地、大有作为”、“满怀豪情下农村”、“紧跟统帅毛主席，广阔天地炼忠心”。但也有很多城市青年是跟随時代大流、甚至是被政府强制离家、迁往农村的。与其在城市的生活相比较，知青们普遍感觉在农村生活艰苦，他们在贫困的农村地区当然无法继续接受正常的知识教育，文化生活也几乎為零，與当地农民的关系也远非融洽。
“上山下乡”的“知青”当中，大部份是到农村“插队落户”，但还有一部份虽然也是务农，过的却是“生产建设兵团”的准军事化生活，他们的状况与“插队知青”有很大不同。1968年底，中苏关系对立，毛泽东向全国发出了“全民皆兵”、“招之即来、来之能战、战之能胜”、“备战备荒为人民”、“深挖洞、廣積糧”等一系列关于备战的指示。城市里开始修建防空洞，沿海地区不少军工企业纷纷西迁。正是在这样的背景下，各地组建了以知青为主要成员的大量“生产建设兵团”。生产建设兵团虽有屯垦的功能，但却非正规军队，它同时兼具安排城市失业青年就业和备战的目的。从1969年初到1970年，原有的“黑龙江生产建设兵团”大规模扩大建制，同时新成立了内蒙古、兰州、广州、江苏、安徽、福建、云南、浙江、山东、湖北共十个“生产建设兵团”及西藏、江西、广西的三个农垦师，加上50年代组建的新疆生产建设兵团，全国共有12个“生产建设兵团”及三个农垦师。从50年代中期到70年代末，前后经历25年，知青总数达2000万人左右。

### 知青大返城
进入70年代以后，开始允许知识青年以招工、從軍、考试、病退、顶职、独生子女、身边无人、工农兵学员等各种各样名目繁多的名义逐步返回城市。到70年代后期，出现了大规模的的抗争，知青们通过请愿、罢工、卧轨、甚至绝食等方式的抗争强烈要求回城，其中以在西双版纳的抗争最为出名。
1978年10月，全国知识青年上山下乡工作会议决定停止上山下乡运动并妥善安置知青的回城和就业问题。1979年初，国务院允许知青返城，此后绝大部分知青陆续返回了城市，也有部分人在农村结婚“落户”，永远地留在了农村。有人因为害怕不被政府允许返回城市，所以即使和人同居并有了孩子也不登记结婚。也有很多知青，为了回到原来的城市，和在当地结婚的丈夫或妻子离婚。以后他们的孩子又回到城市寻亲，造成很多悲欢离合。据统计由于各种原因滞留农村边疆的知青约有数十万人。
上千万的知青回城后，似乎并未出现某些官员担心的城市因容纳不下这么多人而引发的大规模混乱。相反，由于这个决定得到了全国人民的欢迎反而使得城市社会和农村社会都更加“和谐”。有人认为，邓小平在1980年代初骤然强化的计划生育政策和鼓励个体户经营的政策在一定程度上是对知青返城后产生的就业压力的一种反应。

## 典型事跡
官方宣傳的典型事跡有：

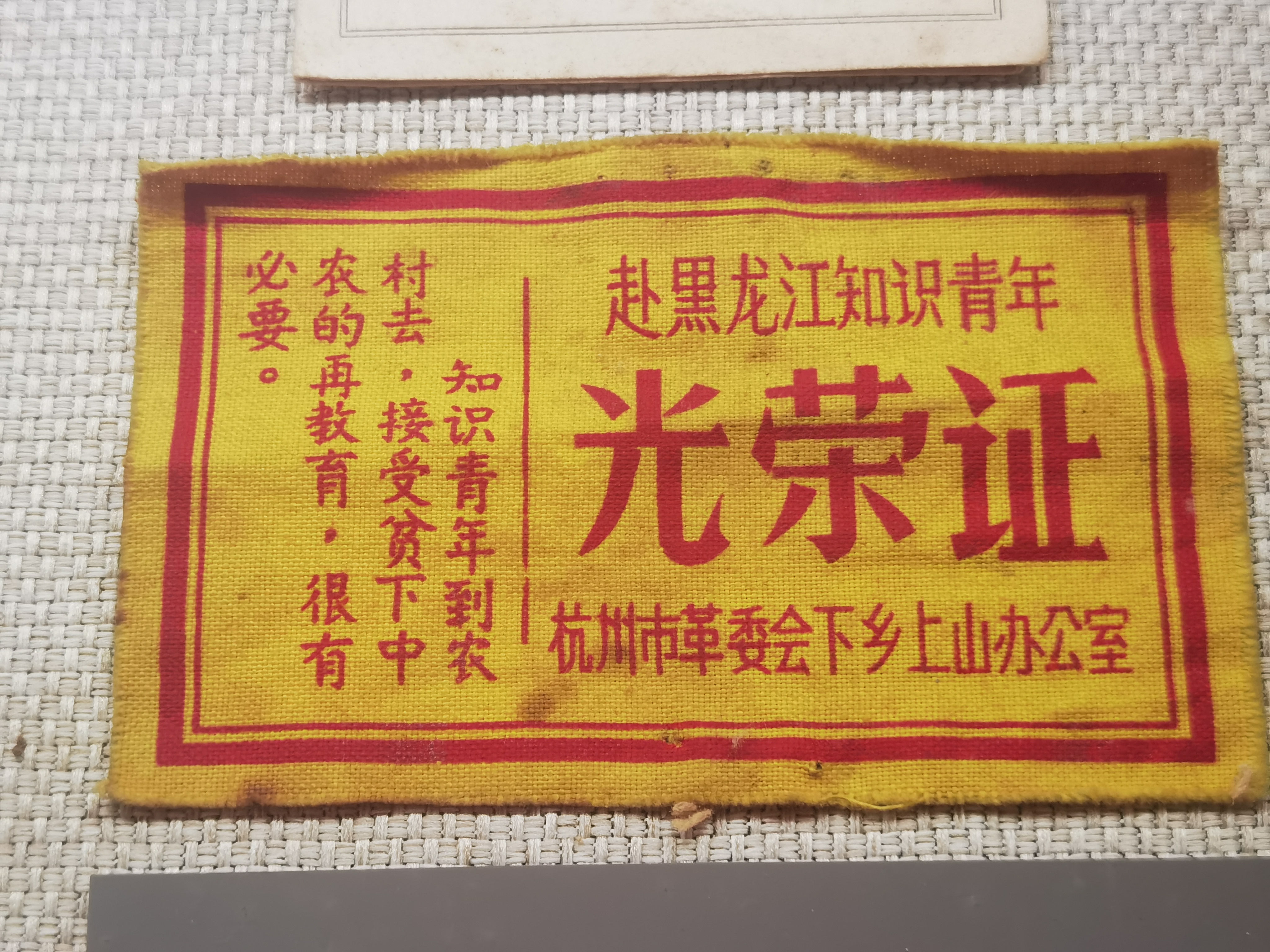
下乡光荣证

- 知青下乡当了赤脚医生，走村串寨，为农民送医、送药，看病、治病。[14]
- 知青下乡当上了民办小学或耕读小学老师，乡村有了朗朗的读书声；这一类知青被农民推荐出去当工人、读大学，农村孩子都舍不得知青离去，知青毅然放弃回城进大学的机会，留在了农村。[14]
- 知青为老乡引进了打麵機、拉电线為村寨通電、建了小水电站、利用良种良法增加農产、用气象知识務農、用科学方法养家禽、用科学方法防止病虫害。知青還為農民理发、教识字、办政治夜校、成了畜牧员。[14]
- 知青由于劳动积极，被贫下中农们推选为记工员、保管员、会计，有的甚至还当上了生产队长，大队党支部委员、副书记之类的职务。[14]
- 知青在乡村组建毛泽东思想小分队，走村串寨演出样板戏，丰富农村的文化生活。這條事例在当年总是在“广阔天地、大有作为”的报道中放在最前面重点宣传。

作家叶辛後來指出，「当过知青的都知道，所有这些事迹，又都是经过筛选以后整理出来的。更主要的是，培养赤脚医生、民办教师、农技员、农科员、土电工这一类事情，外来的知青们不做，当地的回乡知青和农村青年也都能承担」。

## 影响

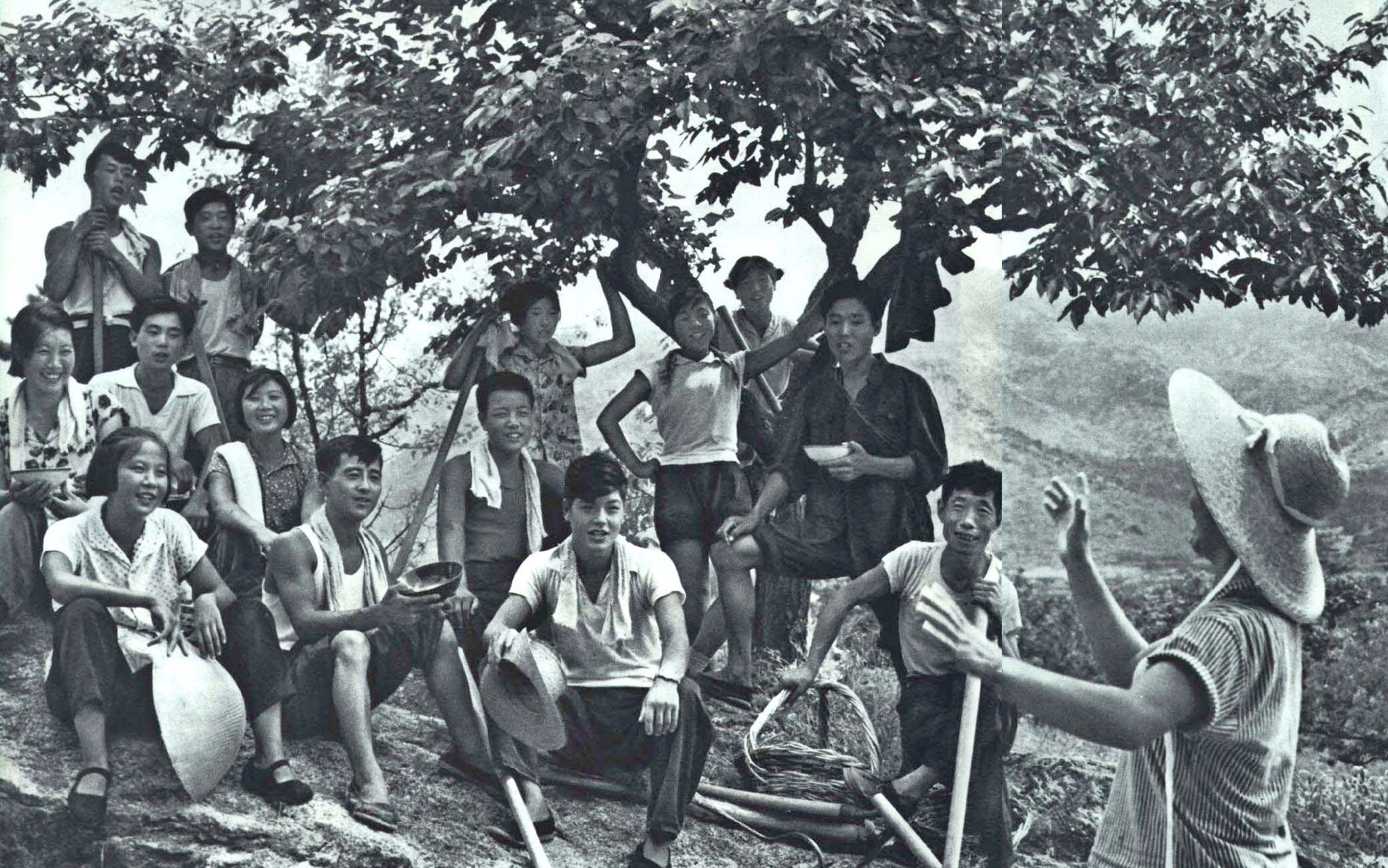
位于河北的知青农场

### 性侵犯
从1971年开始，知识青年在农村的问题开始不断揭露出来，同时政府部门开始在城市中将部分工作分配给下放的知识青年。在此期间发生了很多领导干部强奸女知青的事件，據中央軍委在《国发（1973）104号》通報，黑龙江兵团一团长黄砚田，参谋长李耀东强奸女知青有50多人，内蒙兵团被奸污的女知青有299人，罪犯中有现役干部209人。不过这样回到城市中的知识青年大多数是通过关系得到回城的机会的。也有一些女知识青年被奸污以后得到提拔，例如江西省星子县隘口公社女知识青年杨水娇被县委书记奸污以后提拔到公社书记，后来又当上了江西省委委员，文化大革命以后，杨水娇揭发县委书记史松明和大队书记陈述静都参与奸污女知识青年。被指控搞政变的“五七一工程纪要”曾指责知识青年“上山下乡”是“变相劳改”而毛泽东逝世使知识青年问题暂时被搁置。
据国务院知青办1973年的数据，自1969年以来迫害知青案件2.3万余起，其中奸污女知青案约占到70%。典型案例为驻西双版纳的云南生产建设兵团一师二团张国良连长，强奸30余名女知青、猥亵17名女知青，调查组为了包庇，对受害女性做思想工作并要她们「实事求是」，至1973年李先念副总理狠批「张国良那个连长，和日本鬼子差不多......你还把他当干部......讨论来讨论去就是处理不下」，张国良才伏法。

### 文学
一些曾经参加上山下乡运动的人后来经过自己的努力成为了作家，如史铁生、叶辛、梁晓声、张承志、张抗抗、王小波等，他们都曾以自己的亲身经历创作了伤痕文学和知青文学。

### 思潮
這一時期，青年思潮從紅衛兵的狂熱逐漸向理性批判轉變，社會底層的生活給予他們新的視角。獨立的思想探索在艱險的環境下頑強地進行，奠定了文革後續階段青年思潮流派的基本格局。

## 评价
关于知青上山下乡，一直有正反两方面的评价。
- 有人认为这场运动是对人民的愚弄和变相迫害。林立果（林彪之子）等起草的武装政变计划书“五七一工程纪要”指出，让知识青年“上山下乡”是变相劳改。

- 上山下鄉推進教育論：根據部分學者依照中共的數據所做出的統計，大陸地區的小学入学率由1963年的57%，大幅提升至1976年的96%（同期印度小学入学率为1961年40%，至1978年上升仅为58%）。在增加基础教育的同时，还取消职业中学，大幅度提升初中及高中普通中学学额，普通初中招生数从1963年263.5万大升至1976年2344.3万，普通高中招生数从1963年43.3万大升至1976年861.1万。唯一减少的高校招生人数按计划仅仅减少10万人而已。[20]

## 文艺作品
- 小說（另見傷痕文學）
  - 梁晓声的中篇小说《今夜有暴风雨》和长篇小说《雪城》及据此改编的这两部同名电视剧反映了东北知青（北大荒兵团战士）的生活。梁晓声的电视剧《年轮》也反映的知青的生活。
  - 叶辛所写的小说以及由小说改编的电视剧《孽债》，描述的1990年代时，上海知青在西双版纳插队时所生的儿女，来到上海寻找亲生父母的故事。早期叶辛的长篇小说《蹉跎岁月》及其后据此改编的同名电视剧也造成了很大的影响。
  - 阿城：中篇小說《棋王》、《樹王》、《孩子王》。
  - 姜戎：长篇小说《狼图腾》，以自己在内蒙古插队时的见闻写成。
  - 史铁生：短篇小说《我的遥远的清平湾》
  - 王小波：中篇小说《黄金时代》
  - 作家老鬼：长篇小说《血色黄昏》
  - 韩东：长篇小说《扎根》、《知青变形记》
  - 廖亦武：《毛時代的愛情》
  - 韓少功：《馬橋詞典》
- 電影
  - 1981年，由王童导演的电影《假如我是真的》。
  - 1983年，由谢飞导演的电影《我们的田野》是第一部知青电影，描述了当年北大荒的知青生活。影片由周里京和林芳兵主演。
  - 1985年，导演张暖昕拍摄的知青电影《青春祭》，描写了一位美丽的姑娘在西双版纳的知青生活。
  - 1998年，陈冲导演的电影《天浴》描写了一位上山下乡到西藏的姑娘的悲惨命运。
  - 2004年，舒淇和刘烨主演的电影《美人草》演绎了云南知青的一段爱情故事。
  - 2005年，王小帅导演的电影《青红》反映的是上海知青下乡到贵州的悲苦家庭生活。
- 电视剧
  - 梁晓声剧本改编的电视剧年轮反映了上山下乡运动开辟“北大荒”一代人的命运坎坷。该剧获得了第四届（1994年）“五个一工程”获奖作品
  - 《血色浪漫》是以这次上山下乡为背景的一部电视剧，局部反映了当时的一个城市知识分子下乡的背景，可以说是近年来下乡运动描写最真实的一部电视题材的作品。本剧的主演有刘烨和孙俪。
  - 《北风那个吹》本剧的主演有夏雨、闫妮、马苏。
  - 《知青》于2012年中在央视一套黄金时间播出
- 纪实
  - 《无声的群落：大巴山老知青回忆录（1964-1965）》，邓鹏主编
  - 邓贤著有纪实作品《中国知青梦》，描述在云南知青的抗争故事。
- 歌曲
  - 李春波：小芳，被认为是描写知青在农村恋情的歌曲，曾流行一时。

### 引用
1. ↑  关于上山下乡运动的时间划分，学术界有几种不同说法。刘小萌认为，知青大潮主要是1966年到1980年间。陈意新把这段时间界定为1967年底至1979年初。法国学者潘鸣啸认为中国的上山下乡运动的时间跨度为1968年到1980年之间。金大陆认为主要是1966年到1976年的“文革”十年时间。具体参见陈意新《从下放到下岗(1968-1998)》，《二十一世纪》1999年第56期;潘鸣啸《失落的一代——中国的上山下乡运动1968-1980》，欧阳因译，中国大百科全书出版社2010年版;刘小萌《中国知青史:大潮》，中国社会科学出版社1998年版;金大陆《非常与正常——上海“文革”时期的社会生活》，上海辞书出版社2011年版。
2. 1 2  . 人民网. 《北京日报》. 2002-04-22. （原始内容存档于2018-10-07） （中文）.
3. 1 2  . 《东方早报》. 凤凰网. 2010-04-21. （原始内容存档于2019-10-30） （中文）.
4. ↑  . 英国广播公司（BBC）. 2019-04-12. （原始内容存档于2019-06-15） （中文）.
5. ↑  潘鸣啸. . 《华夏文摘》. 2010-09-07. （原始内容存档于2011-07-06） （中文）.
6. ↑  任国庆. . 《当代中国研究》. 2003年, (4). （原始内容存档于2019-10-30） （中文）.
7. ↑  苏米. . 多维新闻. 2019-04-12. （原始内容存档于2019-04-15） （中文）.
8. ↑  . 自由亚洲电台. 2019-04-12. （原始内容存档于2019-05-03） （中文）.
9. ↑  . 人民网. （原始内容存档于2016-10-09） （中文）.
10. ↑  李羿. . 青年志愿垦荒纪念馆. 中国青年网. 2015-05-05. （原始内容存档于2016-09-27） （中文）.
11. ↑  . 搜狐. 2013-06-27. （原始内容存档于2016-10-09） （中文）.
12. ↑  . 过期杂志阅读平台_参考网. 2022-02-09  [2023-06-08] （中文）.
13. ↑  . 华夏知青.   [2015-07-22]. （原始内容存档于2015-07-22）.
14. 1 2 3 4 5 6  叶辛. . 《社会科学》. 2006, (5). 全文分4段公開於：
  - . 中国青少年研究中心. 2011-11-04  [2020-12-09]. （原始内容存档于2021-04-10）.

  - . 中国青少年研究中心. 2011-11-04  [2020-12-09]. （原始内容存档于2021-04-10）.

  - . 中国青少年研究中心. 2011-11-04  [2020-12-09]. （原始内容存档于2021-04-10）.

  - . 中国青少年研究中心. 2011-11-04  [2020-12-09]. （原始内容存档于2021-04-10）.
15. ↑  . 1973-08-11  [2022-05-21]. （原始内容存档于2020-10-26）.
16. ↑  . 广东村村通网站-三农直通车（广东农村信息直通车工程实施办公室主管）. 2010-09-19  [2020-12-09]. （原始内容存档于2013-02-20）.
17. 1 2 3  摘要版見：. 光明日报. 2002-11-19. （原始内容存档于2021-08-01）. 全文見：刘小萌. . 中国社会科学出版社. 1998: 頁299-312.
18. ↑  诸炳兴. . 香港中文大学中国研究服务中心.   [2021-08-26]. （原始内容存档于2021-08-01）.
19. ↑  印紅標. . 香港: 香港中文大學. 2009: 360. ISBN 978-962-996-389-7.
20. ↑  数据来源《中国教育年鉴》、《中国教育大事典》、《新中国五十年统计资料汇编》